# Tiana (ort)
Tiana är en ort i Spanien.   Den ligger i provinsen Província de Barcelona och regionen Katalonien, i den östra delen av landet, 500 km öster om huvudstaden Madrid. Tiana ligger 115 meter över havet och antalet invånare är 7 052.
Terrängen runt Tiana är kuperad norrut, men åt sydväst är den platt. Havet är nära Tiana åt sydost.  Närmaste större samhälle är Barcelona, 13,7 km sydväst om Tiana. 